# Pleasures Of The Flesh
Pleasures of the Flesh es el segundo álbum del grupo de thrash metal Exodus, lanzado en 1987. Este es el primer disco con Steve Souza como vocalista, después de la salida de Paul Baloff. El disco fue remasterizado y relanzado en Europa en 1998.
El álbum tenía una portada en la que se veía al grupo con unos caníbales almorzando a una persona. Luego la portada fue cambiada en donde se ve al grupo en la en bar con cráneos en la barra. La portada original fue promocionada por la discográfica en revistas con la frase "la comida más pesada del Metal". La portada original fue lanzada en una versión limitada en vinilos. Hay muchos demos con Paul Baloff como vocalista en varias canciones del álbum.
Tras el lanzamiento de Pleasures of the Flesh, Exodus estuvo de gira durante menos de un año para promocionarlo. Se embarcaron en una gira de un mes por los Estados Unidos con Celtic Frost y Anthrax. La banda recorrió los Estados Unidos nuevamente en enero y febrero de 1988, esta vez con M.O.D. como grupo de apoyo, que fue seguido tres meses después por una gira europea con Lȧȧz Rockit.

## Canciones
Todas las canciones por Souza Y Holt excepto donde es especificado.

| N.º | Título                                  | Duración |  |
| 1.  | «Deranged»                              | 3:46     |  |
| 2.  | «'Til Death Do Us Part»                 | 4:50     |  |
| 3.  | «Parasite»                              | 4:55     |  |
| 4.  | «Brain Dead» (Holt, Baloff)             | 4:15     |  |
| 5.  | «Faster than You'll Ever Live to Be»    | 4:26     |  |
| 6.  | «Pleasures of the Flesh» (Holt, Baloff) | 7:37     |  |
| 7.  | «30 Seconds»                            | 0:40     |  |
| 8.  | «Seeds of Hate» (Holt, Baloff)          | 4:57     |  |
| 9.  | «Chemi-Kill»                            | 5:46     |  |
| 10. | «Choose Your Weapon»                    | 4:52     |  |

Edición limitada y bonus de la versión japonesa. 

| Limited Edition and Japanese Bonus Tracks |                                                                       |          |  |
| N.º                                       | Título                                                                | Duración |  |
| 11.                                       | «Chemi-Kill» (Live)                                                   | 5:44     |  |
| 12.                                       | «'Til Death Do Us Part» (Live)                                        | 4:38     |  |
| 13.                                       | «Brain Dead» (Live)                                                   | 4:29     |  |
| 14.                                       | «Dirty Deeds Done Dirt Cheap (Young/Young/Scott)» (Live, AC/DC cover) | 4:15     |  |

## Alineación
- Steve "Zetro" Souza  -Voz
- Gary Holt - Guitarra
- Rick Hunolt - Guitarra
- Rob McKillop - Bajo
- Tom Hunting - Batería

## Posicionamiento
Album - Billboard (North America)
| Año  | Listas            | Posición |
| ---- | ----------------- | -------- |
| 1987 | The Billboard 200 | 82       |

## Créditos
- Producido por Exodus, Marc Senasac y Marc Whitaker
- Grabado y mezclado Alpha-Omega, SF
- Diseño por Marc Senasac y Sylvia Massey
- Masterizado por Bernie Grundman, LA